# 타임스 스퀘어 (홍콩)

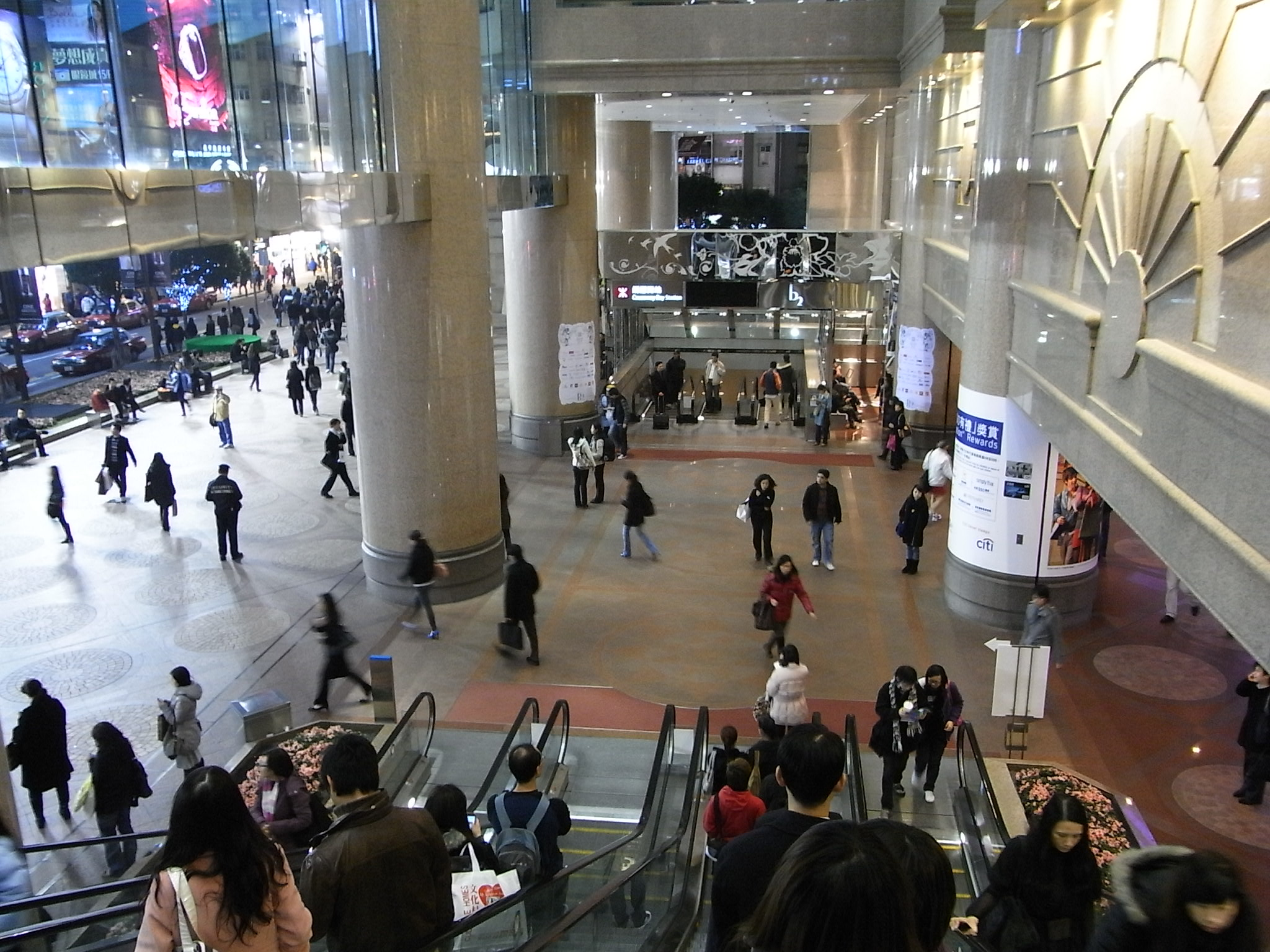
타임스 스퀘어

타임스 스퀘어(Times Square, 時代廣場)는 홍콩섬 북부, 코즈웨이 베이(Causway Bay)에 위치한 쇼핑 센터, 영화관, 사무실 등을 갖춘 복합 시설이다.

## 같이 보기
- 홍콩의 마천루 목록